# Djoumassi
Djoumassi est un village du Cameroun situé dans la Région du Nord, dans le département de la Bénoué . Il dépend de l'arrondissement de Mayo-Hourna et de la commune de Barndaké, créée en 2007. Il fait partie du lamidat de Garoua.

## Population
Lors du recensement de 2005 réalisé par le Bureau central des recensements et des études de population (BUCREP), 302 habitants y ont été dénombrés.

## Climat
Djoumassi bénéficie d'un climat tropical avec une saison des pluies qui a lieu durant l'été. La température annuelle moyenne est de 27.9 °C et il tombe en moyenne 993 mm de pluie par an.